# Marcel Ciolacu
Marcel Ciolacu (Buzău, 28 november 1967) is een Roemeens politicus en leider van de sociaaldemocratische partij PSD. Van juni 2023 tot mei 2025 was hij de premier van Roemenië. Eerder was hij onder meer vicepremier (2017–2018) en voorzitter van de Kamer van Afgevaardigden (2019–2020 en 2021–2023).

## Politieke loopbaan
Marcel Ciolacu begon zijn politieke carrière direct na de Roemeense revolutie als lid van het Front voor Nationale Redding en klom langzaam op binnen de lokale politiek van Buzău. In 2005 was hij enkele maanden interim-prefect van het district Buzău en vervolgens van 2008 tot 2012 locoburgemeester van Buzău onder Constantin Boșcodeală (burgemeester van 1996 tot 2012). In 2012 kwam Ciolacu in de landelijke politiek terecht nadat hij namens zijn district was verkozen in de Kamer van Afgevaardigden. In 2015 werd hij in Buzău verkozen tot lokaal voorzitter van de sociaaldemocratische PSD; hij versloeg hierbij senator en tevens zijn oude mentor Vasile Ion, die zich voortijdig terugtrok en Ciolacu beschuldigde van verkiezingsfraude.

### Vicepremier en partijvoorzitter
In 2016 werd Ciolacu herkozen als parlementslid. Zijn landelijke bekendheid groeide echter vooral toen hij in 2017 als vicepremier werd aangesteld binnen het kabinet van Mihai Tudose. Nadat premier Tudose problemen kreeg met Kamervoorzitter en PSD-partijleider Liviu Dragnea, verkoos Ciolacu de kant van Tudose. Ciolacu zou tot de partijprominenten horen die een brief ondertekende die om het aftreden van Dragnea vroeg. Nadat Tudose ontslag moest nemen en de partij verliet, raakte Ciolacu buiten beeld totdat Dragnea werd veroordeeld tot een gevangenisstraf van drie jaar wegens fraude. In mei 2019 werd Ciolacu door de nieuwe partijleiding verkozen om Dragnea op te volgen als voorzitter van de Kamer van Afgevaardigden. Viorica Dăncilă, die Tudose was opgevolgd als premier, werd op dezelfde dag de nieuwe partijleider van de PSD, maar trad een half jaar later weer af nadat zij bij de presidentsverkiezingen van 2019 een enorme nederlaag te verduren kreeg. Ciolacu werd hierop gevraagd het partijleiderschap waar te nemen. Op 23 augustus 2020 werd hij ook officieel verkozen in die functie. De PSD was op dat moment de grootste oppositiepartij van Roemenië. Op 24 augustus 2024 werd hij herkozen als partijvoorzitter.

### Premierschap
Bij de nationale parlementsverkiezingen van december 2020 bleef de PSD onder leiding van Ciolacu de grootste partij van Roemenië. Regeringsdeelname zat er desondanks niet in. De partij moest oppositie voeren tegen het kabinet van Florin Cîțu (PNL) en Ciolacu verloor zijn Kamervoorzitterschap aan Ludovic Orban. Nadat het kabinet-Cîțu eind 2021 viel en de PNL onder zijn nieuwe leider Nicolae Ciucă verder moest als een minderheidsregering, wist Ciolacu de PSD echter terug in de regering te manoeuvreren. De partij vormde met de PNL een nieuw kabinet, waarbij Ciucă premier werd en Ciolacu opnieuw Kamervoorzitter. In het regeerakkoord werd echter afgesproken dat Ciolacu het premierschap halverwege de regeringstermijn zou overnemen. In juni 2023 trad Ciucă inderdaad af ten gunste van Ciolacu.

### Presidentskandidaat
Op 20 augustus 2024 stelde Ciolacu zich kandidaat voor het presidentschap als opvolger van Klaus Johannis bij de presidentsverkiezingen van 24 november. In verschillende peilingen kwam hij als favoriet naar voren. Hij eindigde als derde, waardoor hij niet kwalificeerde voor de tweede ronde. De verkiezingen werden echter door het Constitutioneel Hof ongeldig verklaard vanwege vermeende Russische inmenging. Ciolacu stelde zich niet opnieuw verkiesbaar voor de presidentsverkiezingen van mei 2025.